# 長良川彦三郎
長良川 彦三郎（ながらがわ ひこさぶろう、1898年12月9日 - 没年不明）は、岐阜県羽島市出身で出羽海部屋に所属した元大相撲力士。本名は吉村 彦三郎。最高位は十両11枚目。

## 経歴
出羽ノ海部屋に入門し、「長良川」の四股名で1918年5月初土俵を踏む。1923年1月十両に昇進、3勝6敗と負け越し、幕下に落ちる。1925年5月再十両となるも1勝4敗1預と負け越し再び幕下に落ちた。「金華山」と改名後の1927年1月、十両に復帰したが2場所連続で負け越し、四股名を「長良川」に戻した後の同年10月は3勝8敗と負け越し、1928年10月に廃業した。

## 改名
長良川→金華山→長良川